# غرب آهسته
غرب آهسته (به انگلیسی: Slow West) فیلمی اکشن وسترن بریتانیا/نیوزیلندی ساخته شده در سال ۲۰۱۵ است که جان مکلین در آغاز حرفه کارگردانی‌اش آن را نوشته و کارگردانی نموده است. در این فیلم کدی اسمیت-مک‌فی نقش مرد جوانی را بازی می‌کند که در جستجوی عشق گمشده‌اش در غرب آمریکاست و یک شکارچی جایزه‌بگیر با بازی مایکل فاسبندر او را همراهی می‌کند. این فیلم برای اولین بار در ۲۴ ژانویه ۲۰۱۵ در طی جشنواره فیلم ساندنس ۲۰۱۵ اکران شد و جایزه هیئت داوران سینمای جهان: برنده دراماتیک انستیتو ساندنس را از آن خود کرد.